# Dylan Patton
Dylan Michael Patton (Denton, 13 luglio 1992) è un attore ed ex modello statunitense.

## Biografia
Patton nacque a Denton, nel Texas, ma si trasferì a Los Angeles per intraprendere la sua carriera da attore. Dopo aver recitato in alcuni spot pubblicitari, sia a livello locale che nazionale, nel 2005 ottenne il suo primo ruolo: quello di Clay Thomas in Crab Orchard. Patton è però noto soprattutto per il ruolo di Will Horton nella soap opera della NBC Il tempo della nostra vita, che ha ricoperto dal 2009 al 2010 e grazie al quale ha ottenuto una nomination agli Emmy Awards per il miglior giovane attore in una serie drammatica, vinto poi da Drew Tyler Bell. È inoltre apparso come guest star nelle serie televisive Raven e Cold Case - Delitti irrisolti, e nel film del 2005 Paradise, Texas, nel ruolo di Tyler Cameron, figlio del protagonista.

## Vita privata
Dylan è figlio di David e Deborah Patton, rispettivamente un banchiere e una fotografa, e ha un fratello più giovane di nome Julian (nato nel 1993). È alto 1,83 m.
Il 14 maggio 2013 è stato arrestato per spaccio di cocaina nella casa dei suoi genitori ad Agoura Hills, in California, ed è stato condannato a tre anni di libertà vigilata.

## Filmografia

### Cinema
- Crab Orchard, regia di Michael J. Jacobs (2005)
- Paradise, Texas, regia di Lorraine Senna (2005)
- First Strike, regia di Steven Bratter (2009)
- Romey and Julie, regia di Jade Grace (2013)

### Televisione
- Raven - serie TV (2005)
- Cold Case - Delitti irrisolti (Cold Case) - serie TV, episodio 4x13 (2007)
- Il tempo della nostra vita (Days of Our Lives) - soap opera (2009-2010)

## Doppiatori italiani
- Flavio Aquilone in Cold Case - Delitti irrisolti